# Steinkjer
Steinkjerⓘ (südsamisch Stïentje) ist eine Kommune im norwegischen Fylke Trøndelag. Die Kommune hat 24.064 Einwohner (Stand: 1. Januar 2025). Verwaltungssitz ist die gleichnamige Stadt Steinkjer, die auch der Verwaltungssitz der Fylkeskommune Trøndelag ist.

## Geografie

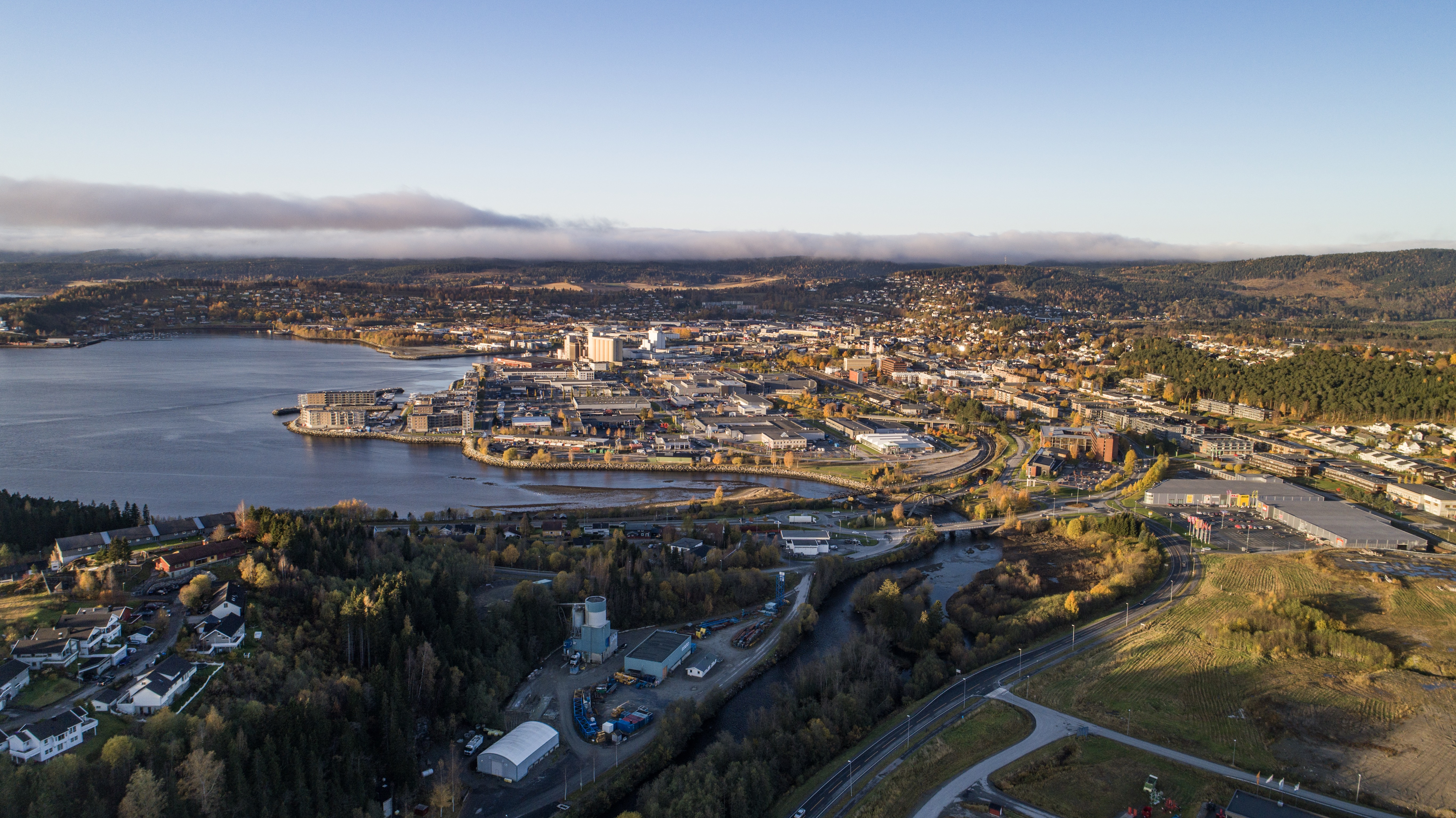
Blick auf die Stadt Steinkjer

Die Kommune Steinkjer umfasst neben der Stadt Steinkjer, die am inneren Ende des Beistadfjords liegt, auch größere weitgehend unbewohnte Gebiete. Insgesamt hat die Kommune eine Fläche von 2.122,06 km², davon machen Binnengewässer zusammen 184,85 km² aus. Das Stadtgebiet von Steinkjer wird hingegen mit nur 8,15 km² angegeben.
Steinkjer grenzt im Norden an die Kommune Namsos, im Nordosten an Overhalla, im Osten an Snåsa, im Süden an Verdal und Inderøy, im Südwesten an Indre Fosen sowie im Westen an Åfjord. Die Grenze zu Inderøy verläuft nahezu vollständig im Beitstadfjord, einem nördlichen Seitenarm des Trondheimfjords.
Die Stadt Steinkjer liegt an der Mündung der Steinkjerelva in den Beitstadfjord. Die Steinkjerelva entsteht im Osten der Stadt durch den Zusammenfluss der Byelva und der Ogna. Im Westen der Kommune geht ein Teil des Sees Snåsavatnet in das Gemeindegebiet ein. Im Norden und Osten der Kommune steigt das Terrain auf Höhen von über 600 moh. an. Die höchste Erhebung der Kommune Steinkjer hat eine Höhe von 818,64 moh. und befindet sich nahe der Ostgrenze der Kommune. Ein kleines Areal im Südosten der Kommune gehört zum Blåfjella-Skjækerfjella-Nationalpark (Blåfjella-Skjækerfjella nasjonalpark).

## Einwohner
Die meisten Einwohner der Kommune leben in der Stadt Steinkjer, die auch die Funktion als Wirtschafts- und Verwaltungszentrum einnimmt. Zudem sind die tiefer gelegenen und für die Landwirtschaft geeigneten Gebiete besiedelt. In der Kommune liegen mehrere sogenannte Tettsteder, also mehrere Ansiedlungen, die für statistische Zwecke als eine städtische Siedlung gewertet werden. Diese sind Steinkjer mit 13.060, Sparbu mit 595, Mære mit 437, Velde mit 479, Malm mit 1163 und Follafoss mit 373 Einwohnern (Stand: 1. Januar 2024).
Die Einwohner der Kommune werden Steinkjerbygg genannt. Steinkjer hat wie viele andere Kommunen der Provinz Trøndelag weder Nynorsk noch Bokmål als offizielle Sprachform, sondern ist in dieser Frage neutral.
| Jahr          | 1986   | 1990   | 1995   | 2000   | 2005   | 2010   | 2015   | 2020   | 2025   |
| ------------- | ------ | ------ | ------ | ------ | ------ | ------ | ------ | ------ | ------ |
| Einwohnerzahl | 23.826 | 23.716 | 23.621 | 23.192 | 23.197 | 23.994 | 24.197 | 24.357 | 24.064 |

## Geschichte

### Archäologische Funde

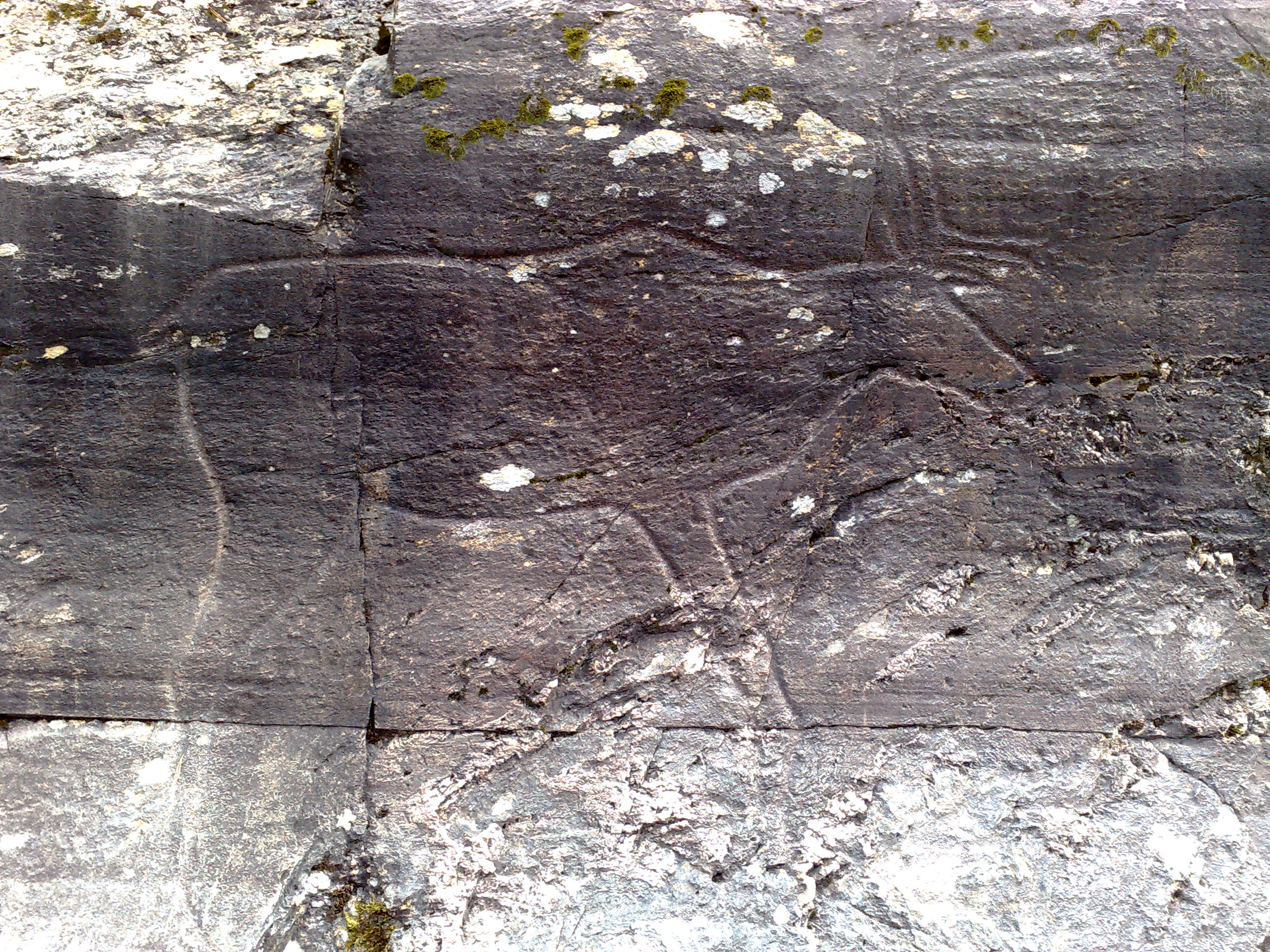
Felsritzung Bølareinen

In der Kommune wurden zahlreiche archäologische Funde gemacht. In der Nähe von Bøla befinden sich die Felsritzungen bei Bøla, mehrere Petroglyphen aus der Jungsteinzeit. Das Hauptmotiv ist das Bølareinen, eine Rentier-Figur. Es wurde im Jahr 1842 entdeckt. Ende des 19. Jahrhunderts wurde auch das Bardal-Feld entdeckt. Die dortigen Motive stammen aus der Stein-, Bronze- und Eisenzeit. In Egge, das während der Wikingerzeit als Häuptlingssitz fungierte, gibt es Funde bis zurück in die Bronzezeit. In Mære befindet sich eine Kirche aus dem 12. Jahrhundert, die wahrscheinlich anstelle eines heidnischen Opferplatzes errichtet wurde.
Im April 2015 wurde von einem Sondengänger ein silbernes Thorshammer-Amulett aus der Wikingerzeit (ca. 800 – 950 n. Chr.) gefunden. In Norwegen sind Funde dieser Art rar. Zudem befinden sich in der Kommune Hügelgräber sowie Bautasteine. Zu den Funden gehört unter anderem die Schiffssetzung von Tingvoll.

### Stadtgeschichte

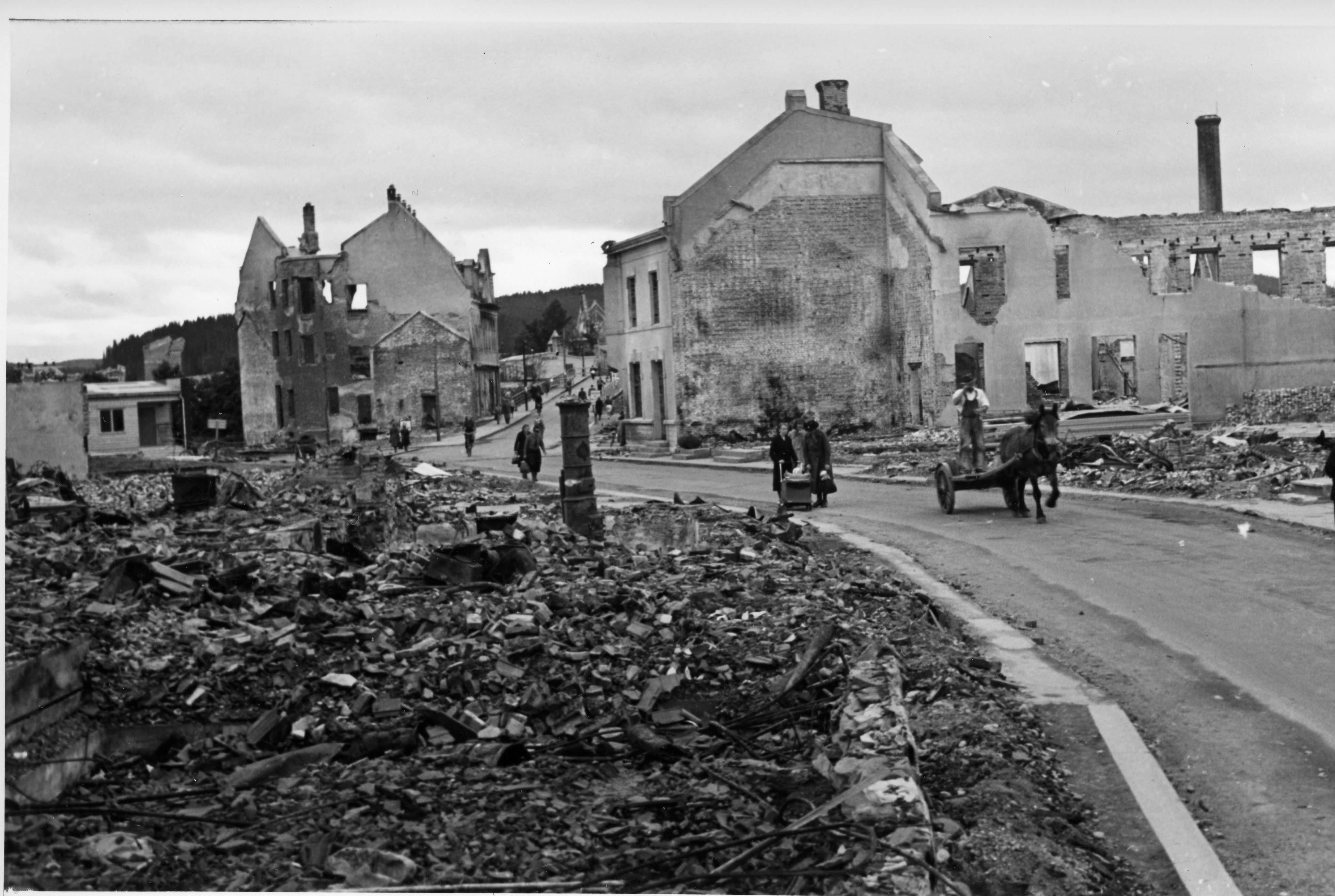
Steinkjer nach dem Bombardement der deutschen Luftwaffe, 1940

Gemäß nordischen Sagen soll es vor Nidaros, dem heutigen Trondheim, einen älteren und noch größeren Handelsplatz der Wikinger gegeben haben. Der Fund eines von den britischen Inseln stammenden Knopfes sowie ebenfalls importierter Waagschalen in Lø geben Anlass zur Vermutung, dieser könnte im Bereich des heutigen Steinkjer gelegen haben. Im Jahr 1857 erhielt Steinkjer den Status Ladested und damit eingeschränkte Handelsprivilegien, die den Handel mit Holzwaren und landwirtschaftlichen Erzeugnissen ermöglichten.
Am 21. und 22. April 1940 wurde Steinkjer, das als Verkehrsknotenpunkt für die deutschen Besatzer von Bedeutung war, durch Bomben der deutschen Luftwaffe zu etwa 80 Prozent zerstört. Nach dem Krieg wurde die Stadt neu aufgebaut und hat heute den Charme der Nachkriegsarchitektur. Der Wiederaufbau war erst beendet, als die Stadt 1965 eine neue Kirche im Zentrum erhielt.

### Eingemeindungen und Fylkeszugehörigkeit
Die Kommune Steinkjer entstand am 23. Januar 1858, als sie mit 1150 Einwohnern von Stod ausgegliedert wurde. Stod verblieb mit 3471 Einwohnern. Im Jahr 1947 ging ein Gebiet mit 57 Einwohnern von der Kommune Ogndal an Steinkjer über. Sieben Jahre später folgte die Eingemeindung eines von 78 Personen bewohnten Gebiets von Ogndal sowie eines Gebiets mit 70 Einwohnern von Egge. Am 1. Januar 1964 wurden zahlreiche Kommunen nach Steinkjer, das zu diesem Zeitpunkt 4325 Einwohner hatte, eingegliedert: Beitstad brachte 2563, Sparbu 4027, Ogndal 2678, Egge 3476, Stod 1268 und Kvam 1245 Einwohner ein. Zum 1. Januar 2020 ging im Zuge der landesweiten Kommunalreform die Kommune Verran in Steinkjer auf.
Bis zum 31. Dezember 2017 war Steinkjer der Verwaltungssitz des damaligen Fylkes Nord-Trøndelag. Dieses ging im Zuge der Regionalreform in Norwegen in das zum 1. Januar 2018 neu geschaffene Fylke Trøndelag über. Steinkjer wurde daraufhin der Verwaltungssitz des neuen Fylkes. Ein Teil der Verwaltungsfunktionen verblieb jedoch in Trondheim, dem früheren Verwaltungssitz von Sør-Trøndelag.

## Wirtschaft und Infrastruktur

### Verkehr

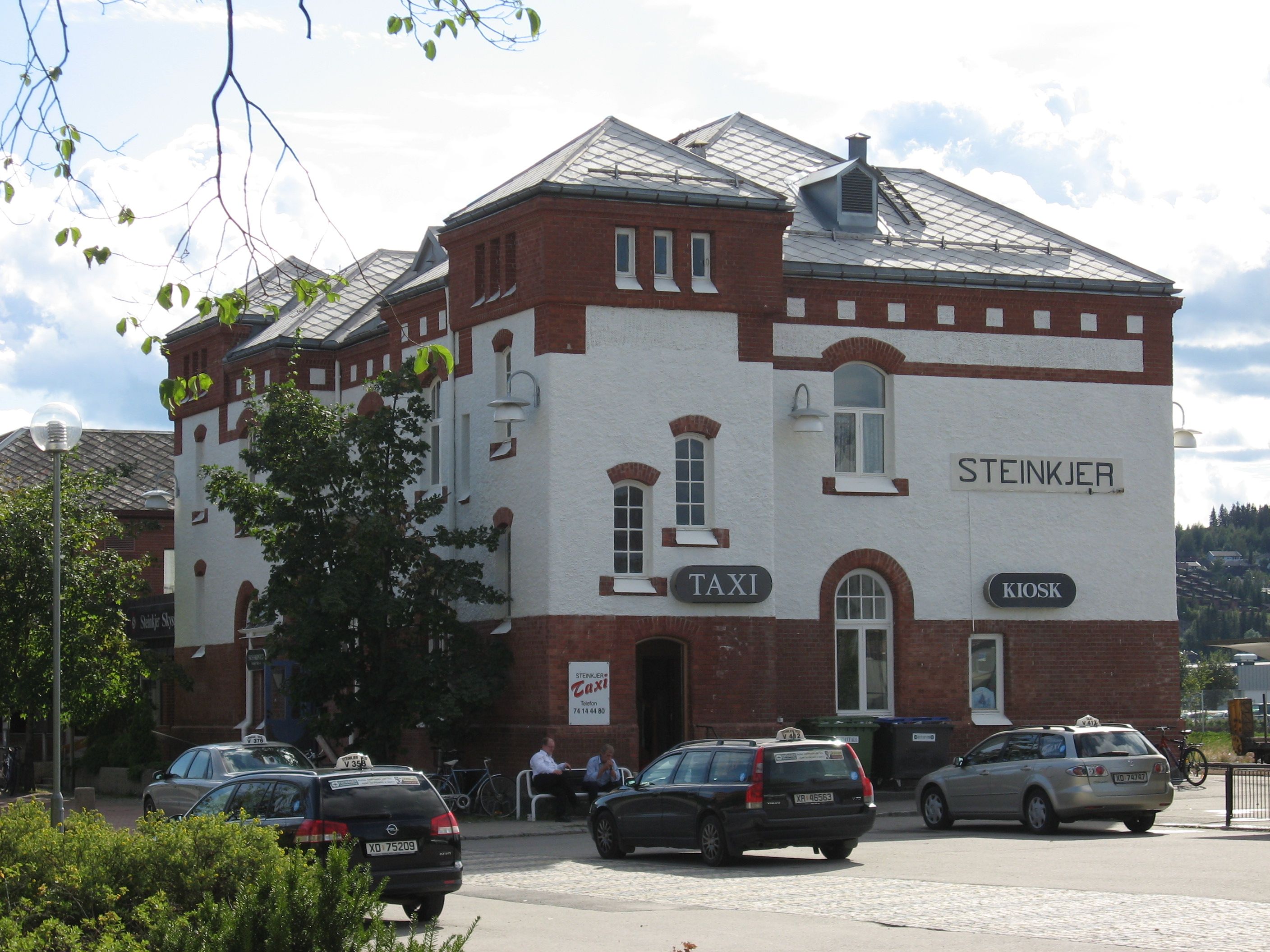
Bahnhof Steinkjer

Durch die Kommune führt die Europastraße 6 (E6). Sie führt aus dem Süden auf die Stadt Steinkjer zu. Nördlich der Stadt knickt sie in den Osten ab. Die Straße verläuft von dort aus entlang des Nordufers des Snåsavatnets in die Nachbarkommune Snåsa. In Richtung Südwesten stellt die E6 die Anbindung an die Stadt Trondheim her. Der Fylkesvei 17 zweigt nördlich der Stadt Steinkjer von der E6 ab, verlässt die Kommune in nördlicher Richtung und führt unter anderem nach Namsos.
In der Stadt Steinkjer befindet sich ein Bahnhof an der Nordlandsbanen, einer Bahnlinie zwischen Trondheim und Bodø. Der Bahnhof wurde im Jahr 1905 eröffnet und liegt rund 125 Kilometer vom Trondheimer Hauptbahnhof entfernt. Außerdem gibt es in Sparbu einen Haltepunkt.
In Steinkjer steht die älteste Netzwerkbogenbrücke der Welt, welche 1963 für den Verkehr freigegeben wurde. Die Brücke ist 94 m lang und führt den Nedre Mølleveg über die Steinkjerelva.

### Wirtschaft
Die Land- und Forstwirtschaft ist für die Kommune von größerer Bedeutung. Die Größe der Bauernhöfe liegt über dem Landesdurchschnitt. Verbreitet ist sowohl der Getreideanbau als auch die Milchproduktion. Die Bedeutung der Land- und Forstwirtschaft spiegelt sich auch in der Industrie wider, in der die Lebensmittelindustrie sowie die Holzwirtschaft dominiert. Viele Arbeitsplätze sind auch im öffentlichen Dienst zu verorten. Unter anderem befindet sich in Steinkjer der Sitz des Statsforvalters von Trøndelag. Des Weiteren liegt ein Teil der Landwirtschaftsbehörde Landbruksdirektoratet in der Stadt.
In der Kommune befinden sich mehrere Wasserkraftwerke. Das größte ist das Kraftwerk Follafoss, das eine Fallhöhe von rund 175 Metern hinunter zum Beitstadfjord ausnutzt. Die mittlere Jahresproduktion lag zwischen 1991 und 2020 bei etwa 200 GWh. Das zweitgrößte Kraftwerk ist das Kraftwerk Ormsetfoss. Es wurde 1988 in Betrieb genommen und hatte eine Durchschnittsproduktion von 81 GWh in den Jahren 1991 bis 2020. Die Fallhöhe beträgt etwa 384 Meter.
Im Jahr 2021 arbeiteten von rund 11.220 Arbeitstätigen etwa 8560 in Steinkjer selbst. Jeweils über 100 Personen pendelten in die Kommunen Verdal, Levanger, Trondheim, Inderøy, Oslo und Namsos. Zugleich pendelten über 500 Personen aus Inderøy und Verdal sowie jeweils über 100 Personen aus Levanger, Trondheim, Namsos, Stjørdal und Snåsa nach Steinkjer.

## Bildung und Medien
Die Nord Universität hat einen Campus im Zentrum von Steinkjer. In der Stadt Steinkjer befindet sich zudem eine weiterführende Schule. Mit der Mære Landbruksskole gibt es eine weitere Schule in der Kommune, die den Status als weiterführende Schule innehat. Die Landwirtschaftsschule bildet hauptsächlich im Bereich der Land- und Forstwirtschaft aus.
In Steinkjer wird die Trønder-Avisa, eine Regionalzeitung für die Region Trøndelag, verlegt. Mit der Steinkjer-Avisa gibt es zudem eine Lokalzeitung aus Steinkjer.

## Wappen

Altes Wappen von Steinkjer

Bei der Eingemeindung von Verran übernahm Steinkjer im Jahr 2020 dessen Wappen. Das Wappen zeigt ein Boot, das für die enge Verbundenheit zum Fjord, für Bootsbau und -fahrten steht.
Das Wappen von Steinkjer vor der Vereinigung mit Verran zeigt auf blauem Grund einen sechsstrahligen, silbernen Stern. Entworfen von Reichsarchivar Hallvard Trætteberg, wurde es 1957 eingeführt. Zunächst bezog sich der Stern auf die sechs Hauptstraßen, die in der Stadt zusammenliefen. Ab der Kommunalgebietsreform 1964 sollte der Stern den Hauptort Steinkjer und die sechs eingemeindeten Nachbarorte symbolisieren: Beitstad, Egge, Kvam, Ogndal, Sparbu und Stod.

## Name
Steinkjer wurde im 18. Jahrhundert als at Steinkerum erwähnt. Der Name setzt sich aus stein und ker zusammen. Der Name steht entweder im Zusammenhang mit einer Steinbrücke oder mit einem Steindamm, der zur Lachsfischerei angelegt wurde. Steinkjer hat mit dem südsamischen Namen Stïentje einen zweiten offiziellen Namen.

## Persönlichkeiten

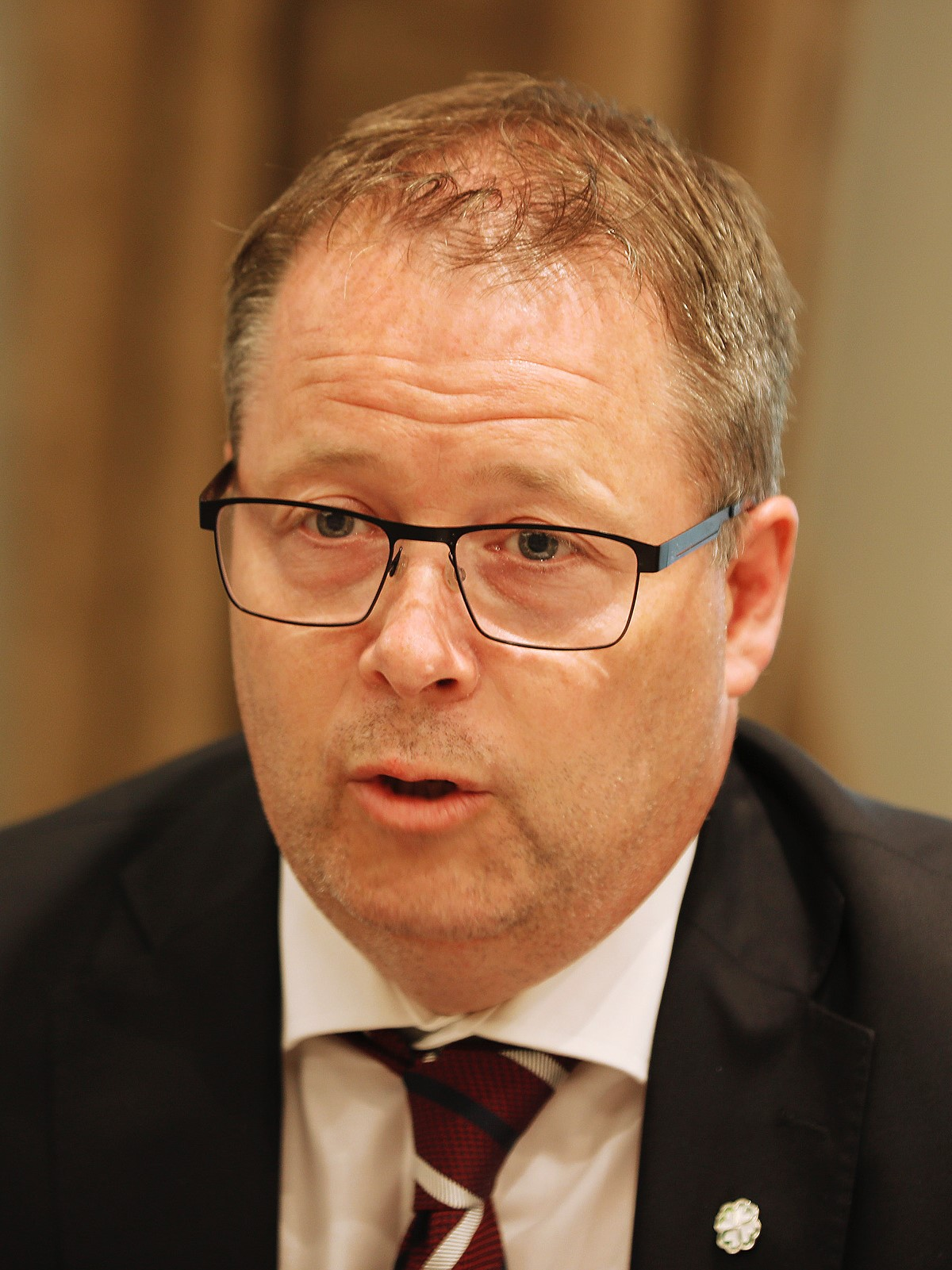
Bjørn Arild Gram, ehemaliger Bürgermeister und Verteidigungsminister

- Johan Lausen Bull (1751–1817), Politiker und Jurist
- Fredrikke Marie Qvam (1843–1938), Frauenrechtlerin
- Ole Sæther (1870–1946), Sportschütze
- Edolf Aasen (1877–1969), Buchdrucker
- Carl Klæth (1887–1966), Turner
- Ivar Asbjørn Følling (1888–1973), Chemiker und Arzt
- Jakob Weidemann (1923–2001), Künstler
- Prods Oktor Skjærvø (* 1944), Iranist
- Tore Tønne (1948–2002), Politiker und Manager
- John Pål Inderberg (* 1950), Jazzmusiker
- Elin Rodum Agdestein (* 1957), Politikerin
- Mona Juul (* 1959), Diplomatin
- Inger Lise Hegge (* 1965), Skilangläuferin
- Terje Langli (* 1965), Skilangläufer
- Silje Nergaard (* 1966), Jazzsängerin
- May Britt Lagesen (* 1971), Politikerin
- Bjørn Arild Gram (* 1972), Politiker
- Stian Westerhus (* 1979), experimenteller Gitarrist
- Anders Bardal (* 1982), Skispringer
- Victor Sotberg (* 1991), Webvideoproduzent und Moderator
- Marit Ishol Skogan (* 1998), Biathletin
- Kyle Alessandro (* 2006), Sänger